# Szarvas Péter

Szarvas Péter (Békéscsaba, 1962. szeptember 29. –) politikus, 2014 óta Békéscsaba független polgármestere.
Szarvas Péter nem volt ismeretlen a Békés megyében és a Békéscsabán élők előtt. Az 1962-ben született, békéscsabai közgazdász szakember korábban a Körös Volán Zrt., majd ennek jogutódja, a DAKK vezérigazgatója volt.